# 투모로우 2019: 지구 대 빙하기
《투모로우 2019: 지구 대 빙하기》(영어: Shangri-La: Near Extinction)은 미국에서 제작된 닉 바우터스 감독의 2018년 SF, 액션 영화이다.

## 출연
주연
- 에릭 즈맨다 : 바가스 역
- 사라 말라쿨 레인 : 팍스 / 사바타난드 박사 역
- 이완 청 : 타이 역
- 머시 맬릭 : 제니퍼 홀리스턴 박사 역

조연
- 패트릭 바티스트 : 칼로 역